# Dolicholobium philippinense
Dolicholobium philippinense är en måreväxtart som beskrevs av William Trelease. Dolicholobium philippinense ingår i släktet Dolicholobium och familjen måreväxter.
Artens utbredningsområde är Filippinerna. Inga underarter finns listade i Catalogue of Life.